# Николаевка (Луганский район)
Николаевка (укр. Миколаївка) — село в номинально образованной Луганской городской общине Луганского района Луганской области Украины. С мая 2014 находится под контролем самопровозглашённой Луганской Народной Республики, согласно её позиции, входит в состав Николаевской сельской администрации Станично-Луганского района, но временно подчинено Администрации города Луганска в качестве его территориального управления.

## География
Село расположено на правом берегу реки Северского Донца, на месте впадения его правого притока, реки Луганчика. К северу от населённого пункта, по руслу Северского Донца проходит линия разграничения сил в Донбассе (см. Второе минское соглашение). Соседние населённые пункты: город Луганск на западе, посёлки Хрящеватое на юго-западе, Новосветловка и сёла Валиевка, Вишнёвый Дол, Лобачёво, Бурчак-Михайловка (все пять выше по течению Луганчика) на юге, Пионерское и Хрящевка (ниже по течению Северского Донца) на востоке.

## Население
Население по переписи 2001 года составляло 2135 человек.

## Общие сведения
Почтовый индекс — 93654. Телефонный код — 6472. Занимает площадь 0,022 км².

## Инфраструктура
Ранее село обслуживало 9 магазинов, 2 бара, дом культуры, средняя школа, 2 библиотеки, 2 детских сада, 2 туристические базы на берегу Северского Донца, 2 пионерлагеря, амбулатория, почта, роддом, Свято-Никольская церковь, музей, кинотеатр, контора, а также дом-интернат.
Сейчас в селе работают 5 магазинов, 1 бар, средняя школа, 1 библиотека, 1 детский сад, аптечный пункт, дом-интернат, церковь, а также почта.
Дом культуры (вместе с библиотекой, кинотеатром и музеем), пионерлагеря, туристические базы, магазины и бар закрылись после начала вооруженного конфликта на востоке Украины.
На Суходольских горах находятся дачи, которые стали в Николаевке называть Суходолом (не путать с Пионерским). Территория административно подчинена Николаевке.
В селе также располагается пляж у Северского Донца.

## Промышленность
В селе расположен кирпичный (ранее маслобойный) завод и центральная усадьба былого совхоза «Заря» овоще-молочного направления, выращиваются также зерновые культуры. Сейчас выращиванием преимущественно зерновых культур занимается компания «ОЛЕКС».

## История

### Первые жители
На территории Николаевского сельского совета (с. Пионерское) была совершена серия местонахождений времен раннего палеолита.
Во времена железного века на этих территориях жили скифы и сарматы.
На территории современного Николаевки с XVII века существовал зимовник запорожских казаков Кальмиусской паланки Войска Запорожского Низового, располагается над Северским Донцом и упоминается в исторических документах по меньшей мере с 1689 года. Вторыми поселенцами стали донские казаки и селяне с Правобережной Украины вокруг села были отданы под ранговую дачу А. Г. Булацелю

### XVIII век
В 1708 году произошла губернская реформа Петра I, по которой село стало принадлежать к Азовской губернии. В 1719 году прошла вторая реформа, по которой село стало принадлежать к Бахмутской провинции той же губернии. Также был основан Николаевский уезд, центром которого была Николаевка.
В 1775 году после реформы Екатерины II село стало принадлежать Екатеринославской губернии, прямо рядом с территорией подконтрольной Войску Донскому.
К 1784 году село Николаевка активно развивалось. Было построено множество жилых домов особенно вдоль современной улицы Советской.

### XIX век
Именно в XIX веке произошел активный рост села Николаевка при Российской империи. Основной рост населения пришелся на первую половину XIX века.
На территории современного квартала Юбилейный, а также по пути в село Лобачево располагались фруктовые сады огромных размеров. По этой причине улица Садовая на севере села стала носить свое название.

### Период революции
В 1917 году началась борьба между белогвардейцами и казаками, в результате которой победили казаки, а белогвардейцы были изгнаны.
После поражения Всевеликого войска Донского в Гражданской войне, большевики утвердили свою власть в Николаевке, Новосветловке и окрестных сёлах.
В январе 1918 года некоторые казаки поддержали советских революционеров. В селе окончательно установилась советская власть.
В 1919 году с села были отправлены люди на бой при Острой Могиле для обороны города Луганска. Иван Савельевич Жуков, командовавший отрядом из рабочих паровозостроительного завода и сельских крестьян был замучен и убит в селе Николаевка. На данный момент в селе стоят два памятника людям, павшим в боях на Острой Могиле.
Первый памятник был установлен в 1965 году, на постаменте чаша, покрытая траурной лентой. В 1973 году установлен второй памятник, на постаменте которого скульптура рабочего-воина в рост, в руках зажата за ствол винтовка, стоящая у ног, а снизу расположены списки погибших. Постаменты сделаны из бетона и гранитной крошки, скульптура и чаша из железобетона. Оба памятника находятся возле школы, в самой же школе экспонируются портреты бойцов.

### Довоенный период
В 1920 году созданы первые партийные и комсомольские ячейки.
21 января 1921 г. волостной центр из Николаевки был перенесен в Новосветловку.
До 1938 года Николаевка входила в Сталинскую область, после разделения она вошла в Ворошиловградскую область.

### Великая Отечественная война
Село было оккупировано в 1942 г. немецкими войсками.
Жители села в период 1941-1945 г. активно принимали участие в борьбе с немецко-фашистскими захватчиками. И уже в 1943 году после кровопролитных боев село было освобождено.
В боях за Родину участвовали 164 выходца из села, 115 из них награждены орденами и медалями, 69 человек погибли на фронте. На территории Совета установлены два памятника (с. Николаевка и с. Пионерское) на братских могилах советских воинов, павших в боях за освобождение населенных пунктов от немецко-фашистских захватчиков.
Сооружен памятник В. И. Ленину, а также было изготовлено два бюста, один из которых стоял в доме культуры, а другой в здании колхоза.

### Во второй половине XX века
С 1951 года дом, где жилы священники, был передан начальной школе, это 1-4 классы. Здание средней школы находилось в другом месте и включало 5-7 классы. Директором школы тогда был Иван Наумович Мороз, имя которого сейчас носит школа.
К 1960 году село было полностью газифицировано, электрифицировано и имело централизованный водопровод. По пути в Луганск стала располагаться электрическая подстанция.
До 1962 года при советской власти церковь уже не работала как приход, а являлась складом для зерна с полей. Между 1962 и 1963 годом было дано указание взорвать церковь. На её месте были построены новые дома и детская спортплощадка.
Позже в 60-х годах на месте старой церкви был построен детский сад. Церковь располагалась на улице 1-го мая.
В Николаевке была размещена центральная усадьба совхоза «Заря», за которым было закреплено 6319 га сельскохозяйственных угодий, в том числе 5059 га пахотной земли. Хозяйство специализировалось на производстве молока и овощей, выращивались и зерновые культуры. За высокие трудовые показатели 83 работника совхоза награждены орденами и медалями. Ордена Ленина удостоен руководитель овощеводческой бригады В. П. Черничкин, ордена Октябрьской Революции — экономист совхоза Т. К. Орехов. На территории Совета действовало Николаевское лесничество, здание которого расположено на улице Лесной с. Николаевки.
В 80-е года улица Донецкая была переименована в улицу Леженина, то же самое было и с переулком Леженина. Улицу так назвали в честь солдата из Николаевки, который был зверски замучен афганскими террористами. Сейчас в школе установлена памятная дощечка в его честь.
В 1989 году на месте детского сада началось восстановление Свято-Никольского храма. После закрытия детского сада начался ремонт. По проведению ремонта был установлен Отцом Григорием купол у храма. Церковь стали посещать жители всего села, а также жители Лобачево, Пионерского и Бурчак-Михайловки.
В 1991 году Николаевка перешла в состав независимой Украины, Луганской области, Станично-Луганского района.
В 90-е совхоз «Заря» был приватизирован. Закрыта котельная, которая располагалась у двухэтажных домов на Октябрьской улице. Некоторые сельскохозяйственные земли были разделены между предпринимателями. После приватизации образовался КСП «Заря», который позже стал предприятием «ОЛЕКС».

### XXI век
В начале XXI века население села активно росло. Количество туристов увеличивалось с каждым годом, они отдыхали на турбазах и на пляже, в основном это были люди с самого села, с города и соседних населенных пунктов. В село приезжало довольно много дачников с Луганска.
В 2014 году разразился военный конфликт на территории Донбасса, который дошел до Николаевки 14 июня того же года. Из-за войны закрылся местный дом культуры и несколько магазинов. Были разбомблены 2 дома на улице Пионерской и Октябрьской. На Октябрьской разбомбили «Красный дом», который находился прямо у Донца. Пожар начался после того, как сепаратисты из Луганска нанесли удар по украинским войскам, в результате чего в дом прилетело 2 снаряда.